# Лью, Сюзанна
Сюзанна Лью — жена Раймонда Коха, христианского пастора, похищенного полицией Малайзии в 2017 году. В 2020 году она подала в суд на высокопоставленных чиновников за непроведённое расследование. За отстаивание своей позиции госсекретарь США вручил ей Международную женскую премию за отвагу.

## Жизнь
Лью была директрисой школы, а её муж Рэймонд Кох был пастором. В 2004 году они основали сообщество «Надежда», чтобы помогать бедным.
В 2017 году машину её мужа окружили схожие друг с другом автомобили — его похитила группа профессионалов. На кадрах с камер видеонаблюдения видно семь транспортных средств, в том числе два мотоцикла, которые фактически перекрыли дорогу в течение 40 секунд похищения. С тех пор его никто не видел.
Лью настойчиво просила малазийских чиновников докладывать ей о расследовании. Она запрашивала информацию о своём муже, а также о других исчезнувших представителях религиозных меньшинств. Она выступала за дела исчезнувшей христианской пары, Рут Ситепу и Джошуа Хилми, за дело Амри Че Мат.
В феврале 2020 года она объявила, что подаёт в суд на высокопоставленных лиц Малайзии. Дело нельзя было откладывать дальше, поскольку с момента похищения её мужа прошло почти три года, срок давности почти истёк.
4 марта 2020 года госсекретарь США вручил ей Международную женскую премию за отвагу за её противостояние властям по вопросам прав малайзийцев.